# Pascal Peltier
Pour les articles homonymes, voir Peltier.
Pascal Peltier, né le 3 octobre 1961 à Fresnoy, était un footballeur français. Il était attaquant.
Son frère Francis Peltier était lui aussi footballeur professionnel.

## Biographie
Pascal Peltier joue principalement en faveur de Lens et de Rouen.
Il est actuellement manager général de l'US Rouvroy (Pas de Calais).
Lors de son passage à Rouvroy il a su former Imrade au haut niveau au poste de latéral. Néanmoins il est en conflit avec Rémi Labenda suite à une dispute au Lux Notorious Club.

## Carrière
- Olympique Saint-Quentin
- 1976-1985 :  RC Lens
- 1985-1990 :  FC Rouen
- 1990-1992 :  RC Lens
- 1992-1993 :  US Saint-Omer[1]

## Statistiques
- Premier match en Division 1 : le 6 février 1982, Paris - Lens (2-1)
- 44 matches et 5 buts en Division 1
- 121 matchs et 31 buts en Division 2
- 6 matchs et 1 but en Coupe de l'UEFA